# Jazzhus Montmartre
 For alternative betydninger, se Montmartre (flertydig). (Se også artikler, som begynder med Montmartre)
Jazzhus Montmartre, det tidligere Montmartre, som lå i Store Regnegade i det indre København, var fra 1959 til 1976 et centrum for den moderne jazz i Europa og placerede med en række af jazzens mest prominente musikere på scenen København på jazzens verdenskort. Fra 1976 holdt Montmartre til i Nørregade 41 og ændrede gradvist musikprofil frem til 1989. Efter flere forskellige ejere, bl.a. sangerinden Anne Linnet, lukkede Montmartre i januar 1995.
I maj 2010 genåbnede jazzpianist Niels Lan Doky og mediemand og iværksætter Rune Bech Jazzhus Montmartre på den oprindelige adresse i Store Regnegade 19A som en selvejende non-profit kulturinstitution med fokus på "jazz af verdensklasse". Ved åbningen formulerede man et charter for huset, som bl.a. taler om, at “skabe en af verdens bedste jazzscener og give København og Danmark en ny kulturinstitution af international klasse”. Man vil også “præsentere nye uomtvistelige talenter med internationalt format”.
Tidligere direktør for Det Kongelige Teater og mangeårig bestyrelsesformand for Danmarks Radio, Michael Christiansen, tiltrådte i 2010 som ulønnet bestyrelsesformand for Fonden, som driver Montmartre.
Efter ni måneder ophørte Niels Lan Doky som musikchef, med Rune Bech som fortsættende direktør og medlem af fondens bestyrelse. Samtidig nedsatte man et kunstnerisk råd med saxofonisten Benjamin Koppel i spidsen, der drev Montmartres kunstneriske profil frem til juli 2011. Herefter overtog Christian Brorsen som musikchef i en årrække. I efteråret 2016 ansatte bestyrelsen den svenske jazzpianist og chef for Ystad Jazzfestival Jan Lundgren som kunstnerisk leder. Det kunstneriske råd for Montmartre består ud over stifter og direktør Rune Bech, samt musikchef Jan Lundgren af trommeslager Alex Riel, saxofonist Benjamin Koppel, sangerinde Sinne Eeg, bassist Lars Danielsson, bassist Jonathan Bremer og trommeslager Morten Lund.
I 2020 blev det meldt ud, at Montmartre ville lukke efter store økonomiske tab som følge af coronaviruspandemien henover foråret og sommeren dette år. Men en redningsaktion med en donation fra en ukendt person sikrede sammen med bevillinger fra Københavns Kommune grundlaget for en fireårig redningsplan fra 2021-2025.
Montmartre omtales i flere internationale medier som værende en af Europas førende jazzklubber, bl.a. har den britiske avis The Guardian kåret Montmartre som en af Europas ti bedste klubber. Amerikanske New York Times har inkluderet Montmartre på sin liste over steder, man skal besøge, selvom man kun har 36 timer i København, og klubben omtales ofte som rangererende på verdensplan på niveau med Blue Note, Village Vanguard og Birdland i New York. Med sin intime størrelse og lokalets historie, er Montmartre fortsat et sted, der besøges flittigt af jazzens største navne fra ind- og udland.
Ud over koncerter på højt niveau, kan man også spise i Montmartre før koncerterne. En række restauratører har på skift stået for køkkenet i Montmartre; først i 2010 den italienske restaurant Era Ora. Siden bl.a. kokken Rasmus Bo Bojesen. I modsætning til mange klubber i udlandet tillades spisning kun før og ikke under koncerterne, da fokus er på musikken og den kunstneriske oplevelse.
Montmartres ry internationalt skyldes især, at København i 1960'erne og 1970'erne især tiltrak en lang række amerikanske jazzmusikere, der i Danmark fandt et pusterum fjernt fra den hverdag, de kendte i USA med racisme og dårlige arbejdsforhold. Blandt de mange legendariske amerikanske musikere, der optrådte på Jazzhus Montmartre i disse år, var Dexter Gordon, Ben Webster, Stan Getz, Bud Powell, Kenny Drew og Oscar Pettiford. Flere af musikerne bosatte sig i Danmark og fik en betydende indflydelse på udviklingen af den danske jazzscene.

## Historie
Montmartre jazz stammer fra det nedlagte Montmartre morskabsteater på Frederiksberg Allé, som Brødrene Stefansen fra Dyrehavsbakken efter WWII havde brugt til deres vintervarieté. Her mødtes en gruppe unge musikere, blandt andre Erik Moseholm, der dannede jazzklubben Montmartre. Da Stig Lommer købte teatret i 1949 og omdøbte det til ABC Teatret, flyttede de unge jazzentusiaster først ud til Esplanade-pavillonen ved hjørnet af Grønningen og senere ind i natklubben Las Vegas i Dahlerupsgade, tidligere Restaurant Müncher Kroen, indtil de fik deres egne lokaler i Store Regnegade.
Montmartre startede som jazzklub i 1954, hvor Karl Emil Knudsen startede Club Montmartre. Den blev omdannet til café af arkitekten Anders Dyrup i februar 1959 hvor Stan Getz spillede sammen med Oscar Pettiford, Jan Johansson og William Schiøpffe.
Herluf Kamp Larsen åbnede Jazzhus Montmartre nytårsaften 1961. Det danske publikum tog godt imod musikken og gjorde hurtigt Jazzhus Montmartre til et af Københavns mest populære spillesteder. I begyndelsen blev der spillet traditionel dixieland-jazz. Men stilen ændredes og alle afskygninger af jazzen blev præsenteret.
I en årrække havde Jazzhus Montmartre en fast rytmegruppe med Kenny Drew som pianist, Niels-Henning Ørsted Pedersen på bas og Alex Riel bag trommerne til at bakke gæsterne op. Denne trio regnes stadig som et af Danmarks bedste jazzensembler.
Flere af koncerterne på Jazzhus Montmartre blev optaget og udgivet på plade.
Kay Sørensen (1938–1988), bedst kendt som JazzKay, genåbnede Jazzhus Montmartre 15. september 1976 i nye lokaler i Nørregade 41 i København og videreførte traditionen fra det gamle jazzhus med optræden af de største navne inden for jazzen. I begyndelsen i samarbejde med Arnvid Meyer fra Det Danske Jazzcenter. Men fra 1. december 1976 overtog musikchef Niels Christensen bookingen af musik.
Derfra åbnedes også en dør for såvel den mere eksperimentelle musik som for pop-, rock- og folkemusikken samt musik fra andre verdensdele end USA og Europa. Samtidig benyttedes lokalet i nattetimerne til det uhyre populære "Nat Diskotek", der var trendsættende i sit musikvalg. Indtægterne fra koncerter med pop-, rock- og folkemusik og fra udlejning til eksterne arrangører var med til at stabilisere Montmartres økonomi, så der blev råd til at videreføre traditionen med den etablerede jazz.
Kay Sørensen døde 14. august 1988 af en akut hjerneblødning. Hans regnskabschef Tina Brage og de to musikkonsulenter Niels Christensen og Lars Thorborg førte Montmartre videre i samme stil som hidtil. På grund af arveloven skulle Montmartre sælges, og da Montmartre 1. april 1989 fik nye ejere, forlod Tina Brage, Niels Christensen og Lars Thorborg spillestedet.
Montmartre blev videreført som decideret tradjazz-sted under ledelse af klarinetisten Ole Gohn og trommeslageren Søren Houlind og med musikchefer som Anders Chan-Tidemann, som afprøvede forskellige musikstile. Montmartre måtte på grund af manglende succes lukke i 1993, og Copenhagen Jazzhouse, der allerede havde åbnet 2. oktober 1991, blev Københavns spillested for jazzen.
Sangerinden Anne Linnet, som var en af Kay Sørensens venner i musiklivet, købte Montmartre i 1993. Efter en omfattende ombygning genåbnede stedet med en ny og opdateret musikprofil. Nu blev der, med Peter Torp som musikalsk leder, primært satset på rock, disco og de nye genrer, der var dukket op som bl.a. techno, house og hiphop. Publikum holdt sig imidlertid væk, og Anne Linnet kontaktede tidligere musikchef Niels Christensen, som tiltrådte august 1993. Efter en langsom start kom der stille og roligt gang i Montmartre igen. I forbindelse med intern uro fratrådte Niels Christensen i august 1994, og repræsentanter fra Roskilde Festival, forskellige københavnske bookingbureauer samt fra byens undergrunds- og festmiljø blev ansvarlige for booking af musik. Montmartre fik et generøst tilskud fra Københavns Kommune og linjen med den nyere, eksklusive og undergrundsprægede musik fortsatte. Men visionerne holdt ikke , og Nørregade-Montmartre drejede endeligt nøglen om januar 1995.
Anne Linnet solgte Montmartre til den jyske diskotekskæde Crazy Daisy, og efter flere ejerskifter husede adressen i foråret 2007 et diskotek Bombay.
Da Palle Mikkelborg i 2005 udgav dobbeltalbummet To Whom It May Concern: Greatest, var den ene cd Entrance – The Montmartre Recordings 1982 dediceret JazzKay for hans store indsats for den kreative jazz.
Copenhagen Jazzhouse, med Lars Thorborg ved roret 1991 til 2008 videreførte arven efter Montmartre. Siden har bassisten Lennart Ginman (2008-2013) og senest Bjarke Svendsen (2013-d.d.) drejet profilen fra jazz mod electronica, støjrock og tysk/norsk avantgardemusik.
I 2004 genåbnede man i to dage Jazzhus Montmartre i Store Regnegade, og flere af de gamle musikere fik lejlighed til at mødes, tale og frem for alt at spille med repræsentanter for jazzens yngre arvtagere. Den danske jazzmusiker Niels Lan Doky lavede ved den lejlighed filmen Between a Smile and a Tear, der dokumenterede begivenheden.
I maj 2010 genåbnede jazzpianist Niels Lan Doky og mediamand og iværksætter Rune Bech Jazzhus Montmartre på den oprindelige adresse i Store Regnegade 19A som en selvejende non-profit institution.
Montmartre drives af en fond, der har tidligere direktør for Det Kongelige Teater og mangeårig bestyrelsesformand for Danmarks Radio (DR), Michael Christiansen, som ulønnet bestyrelsesformand. I fondsbestyrelsen sidder tillige advokat Ole Borch samt stifter og direktør for Montmartre Rune Bech.
Det genåbnede Montmartre er gennem årene blevet støttet af en lang række fonde, bl.a. A.P. Møller Fonden, Nordeafonden, William Demant Fonden og Augustinus Fonden. Københavns kommune har også støttet projektet med driftsstøtte på ca. 0,7 mio. kr. årligt. To gange har politikerne på Københavns Rådhus forsøgt at fjerne støtten som led i omprioriteringer af kulturstøtten, første gang i 2013, anden gang i 2016. Men efter offentligt pres fra jazzfans, har et flertal i Københavns Borgerrepræsentation fra 1. januar 2018 genoptaget støtten, uden hvilken Montmartre erklærede at måtte lukke.
Udenlandske kunstnere der har optrådt på Jazzhus Montmartre:
- Ben Webster, tenorsaxofonist
- Kenny Drew, pianist
- Gil Evans, pianist og orkesterleder
- Stan Getz, tenorsaxofonist
- Dexter Gordon, tenorsaxofonist
- Herbie Hancock, pianist
- Jan Johansson, pianist
- Hank Mobley, tenorsaxofonist
- Gerry Mulligan, barytonsaxofonist
- Oscar Pettiford, bassist
- Bud Powell, pianist
- Sonny Rollins, pianist, alt- og tenorsaxofonist
- Ed Thigpen, perkussionist
- Albert Ayler, tenor- og sopransaxofonist

Danske jazzmusikere:
- Niels-Henning Ørsted Pedersen, bassist
- Palle Mikkelborg, trompetist og orkesterleder
- Alex Riel, perkussionist
- Niels Jørgen Steen, fast huspianist
- Jesper Thilo, tenorsaxofon
- Mads Vinding, bassist
- Bo Stief, bassist
- Thomas Clausen, pianist
- Torben Kjær, pianist

På scenen i Nørregade :
- Miles Davis, trompetist
- Chet Baker, trompetist
- Dizzy Gillespie, trompetist
- Sonny Rollins, tenorsaxofonist
- Stan Getz, tenorsaxofonist
- Michael Brecker, tenorsaxofonist
- David Sanborn, altsaxofonist
- Gerry Mulligan, baritonsaxofonist
- Michel Petrucciani, pianist
- Abdullah Ibrahim, pianist
- Bill Evans, pianist
- Chick Corea, pianist
- Cecil Taylor, pianist
- Egberto Gismonti, pianist, guitarist
- Joe Zawinul, kyeboardspiller
- John Scofield, guitarist
- Bill Frisel, guitarist
- John McLaughlin, guitarist
- Allan Holdsworth, guitarist
- Jaco Pastorius, bassist
- Marc Johnson, bassist
- Eddie Gomez bassist
- Marcus Miller, bassist
- Elvin Jones, trommeslager
- Art Blakey, trommeslager
- John Hiatt, sanger
- James Brown, sanger
- Tower of Power,funkgruppe
- Muddy Waters, blueskonge
- Taj Mahal
- Leon Redbone
- The Bangles
- The Dammed
- Tom Waits

## Film og bøger om Jazzhus Montmartre
- 1969 - Teit Jørgensens film "Dexter Gordon playing in Montmartre"
- 1997 – Erik Wiedemann: "Montmartre 1959–76: Historien om et jazzhus i København"
- 1986 – Jens Jørn Gjedsted m.fl. "Montmartre gennem 10 år (1976-1986)
- 2004 – "Between a Smile and a Tear", filmen om de to dage i 2004
- 2008 – Frank Büchmann-Møller, Henrik Wolsgaard-Iversen: "Montmartre. Jazzhuset i St. Regnegade 19, Kbhvn K 1959-1976", Syddansk Universitetsforlag (University Press of Southern Denmark) ISBN 978-87-7674-297-3
- Niels Christensen, "Montmartre i Nørregade – Mig og Monten". En personlig beretning om perioden 1976 til 1989, People's Press. ISBN 978-87-7108-104-6
- 2011 - Blues for Montmartre, en dokumentarfilm af Christian Braad Thomsen
- 2015 - Cool Cats - dokumentarfilm om især Dexter Gordon og Ben Webster i Danmark

## Udvalgte udgivelser
- Adams/Pullen Quartet feat. John Scofield "Live at Montmartre (Timeless)
- Blast: "Blast!" (Tuba)* Dollar Brand: African Piano
- Dollar Brand: Ancient Africa
- Don Byas: 30th anniversary album
- Niels Lan Doky: Live a Montmartre (Storyville)
- Bill Evans: Jazzhouse
- Bill Evans: You're gonna hear from me
- Maffy Falay & Sevda: Live at Jazzhus Montmartre
- Stan Getz & Kenny Barron: People Time
- Dexter Gordon: Body and soul
- Dexter Gordon: Ladybird in Music
- Dexter Gordon: Live at the Montmartre Jazzhus
- Dexter Gordon: The Montmartre Collection vol. 1 & 2
- Johnny Griffin: Live at Jazzhus Montmartre
- Roland Kirk: Kirk in Copenhagen
- Bob Rockwell: No Rush" (SteepleChase)
- Kirk Roland: Live in Copenhagen 1963
- Page One: "Beatin' Bop Live" (Stunt)
- Oscar Pettiford: My little cello
- Quest (David Liebman, Richie Beirach, Ron McClure, Billy Hart): "Midpoint"
- Stuff Smith: Live at the Montmartre
- Stuff Smith Quartet: Swingin' stuff
- Clark Terry & Ernie Wilkins: Live At Montmartre Copenhagen 9 jun 1975
- Cecil Taylor: Innovations
- Cecil Taylor: What's new
- Three Step: "Three Step" (Olufsen)
- Ben Webster: Live At The Jazzhus Montmartre
- Ben Webster: Saturday night at The Montmartre
- Ben Webster: Stormy Weather
- Ben Webster: Sunday morning at The Montmartre